# الکتروریسی جریان متناوب

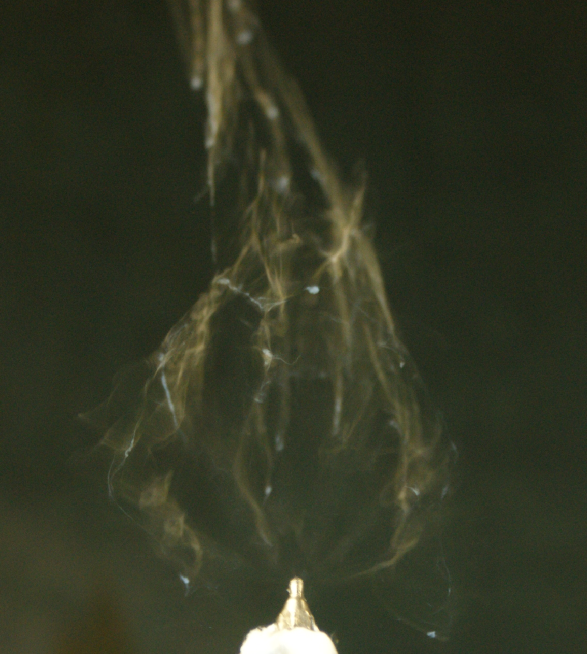
ستون نانوالیافی در جریان الکتروریسی جریان متناوب بدون استفاده از کلکتور زمینی ایجاد می‌شود.

الکتروریسی جریان متناوب  (به انگلیسی: Alternating current electrospinning) یک تکنیک تشکیل الیاف برای تولید الیاف میکرو و نانو از محلول‌های پلیمری تحت نیروی کشش دینامیکی میدان الکترواستاتیک با قطبیت متغیر است. مزیت اصلی الکتروریسی جریان متناوب این است که بهره‌وری چند برابر بیشتر در مقایسه با تنظیمات الکتروریسی جریان مستقیم قابل دستیابی است.